# کوه بدو
کوه بدو، روستایی در دهستان مهران بخش مهران شهرستان بندر لنگه در استان هرمزگان ایران است.

## جمعیت
بر پایه سرشماری عمومی نفوس و مسکن در سال ۱۳۹۵، جمعیت این روستا برابر با ۳۴۸ نفر (۷۱ خانوار) بوده است.